# Куйгатси
Ку́йгатси (эст. Kuigatsi) — деревня в волости Отепя уезда Валгамаа, Эстония.

## География и описание
Расположена  в 18 км к западу от волостного центра — города Отепя, и в 27 км к северу от уездного центра — города Валга. Высота над уровнем моря — 96 метров.
Климат умеренный. Официальный язык — эстонский. Почтовый индекс — 68222.

## Население
По данным переписи населения 2021 года, в Куйгатси насчитывалось 43 жителя, все — эстонцы. 
По данным переписи населения 2011 года, в деревне проживали 48 человек, из них 47 (97,9 %) — эстонцы.
Численность населения деревни Куйгатси по данным переписей населения:
| Год  | 1959 | 1970  | 1979  | 1989  | 2000 | 2011 | 2021 |
| ---- | ---- | ----- | ----- | ----- | ---- | ---- | ---- |
| Чел. | 177  | ↘ 127 | ↘ 121 | ↘ 117 | ↘ 90 | ↘ 48 | ↘ 43 |

## История
Деревня впервые упоминается в 1466 год] (Quuigatz, Kuugqatz). В письменных источниках 1509 года упоминается Koiwkatz (мыза), 1522 года — Koywenkatz (деревня, мыза), 1585 года — Koikac (деревня), 1638 года — Koykatzkyll (деревня), 1524 года — Kuikatze, Kyvekazts (мыза), 1543 года — Kuykatz (мыза), 1638 года — Koykas (мыза), 1782 года — Kuikatz.

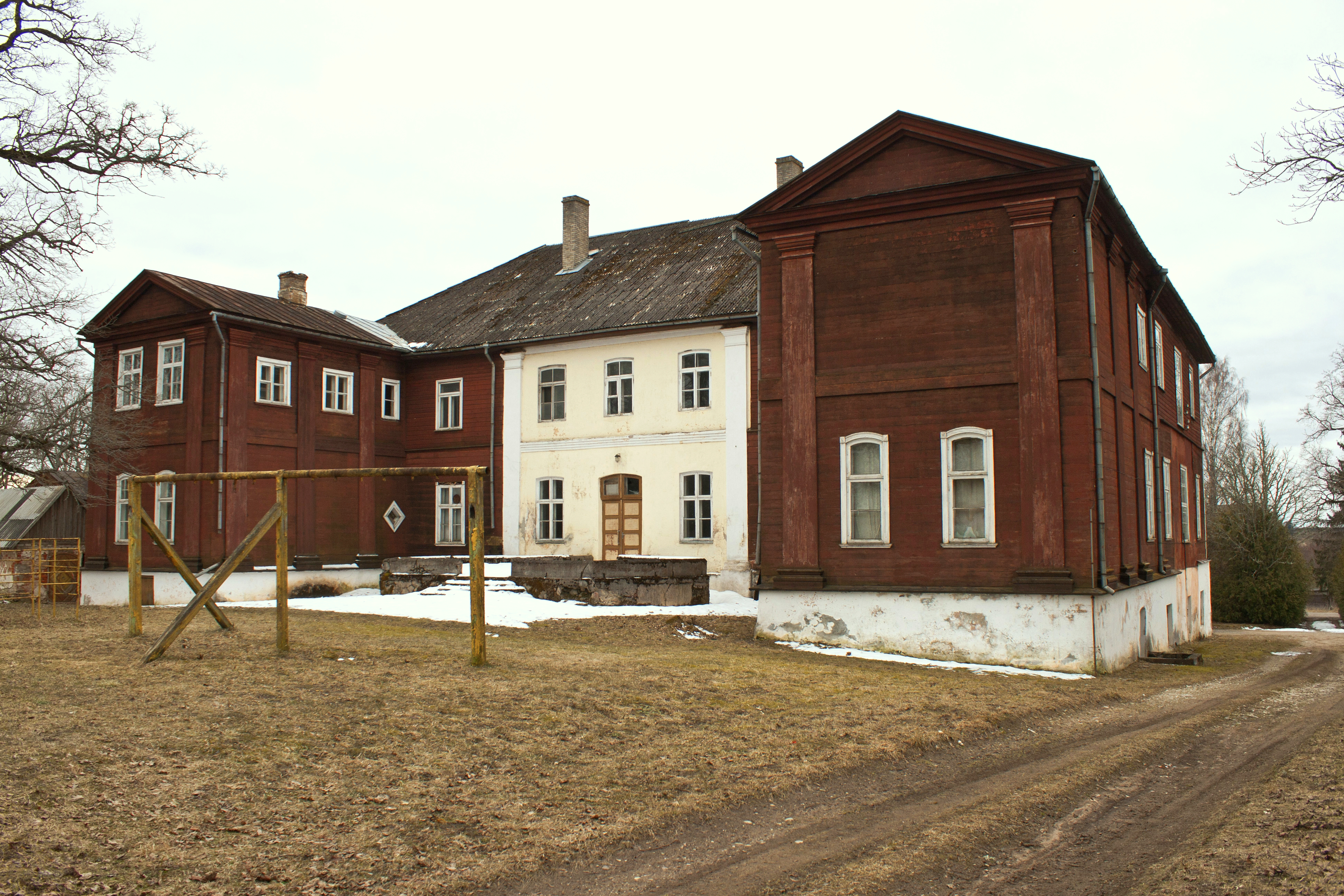
Главное здание мызы Левенхоф (Куйгатси) в 2012 году

Утверждается, что мыза Левенхоф (нем. Löwenhof, Куйгатси, (эст. Kuigatsi mõis) на месте современной деревни Куйгатси существовала уже в 1322 году. В XVI веке она относилась к мызе Ринген (нем. Schloß Ringen, Рынгу, (эст. Rõngu mõis). Представительный господский особняк мызы в стиле барокко, который раньше окружали пруды, парк и множество хозяйственных построек, относится к четвёртой четверти 18-го столетия. В начале 20-го столетия на мызе разводили карпов и производили швейцарский сыр.
На протяжении веков мыза носила разные названия в честь своих владельцев. На военно-топографических картах Российской империи (1846–1880 годы), в состав которой входила Лифляндская губерния, мыза обозначена как мз. Левенхофъ.
В 1920-е годы, после земельной реформы, на мызных землях возникло поселение Куйгатси, в 1977 году получившее официальный статус деревни.
В 1977 году, в период кампании по укрупнению деревень, с Куйгатси были объединены деревни Ваакси (эст. Vaaksi) и Вики (эст. Viki).
С 1975 по 2001 год в деревне работала спецшкола-интернат. В настоящее время в деревне есть общинный дом, библиотека и действует сельское общество.
Детский сад, средняя школа, художественная школа  и магазины, а также небольшие предприятия, работают в расположенном рядом с Куйгатси посёлке Пука.

Советский памятник на братской могиле павших во II мировой войне в Куйгатси. Ликвидирован в 2023 году

В 1955 году на расположенной на территории бывшей мызы братской могиле советских воинов, павших во Второй мировой войне (исторический памятник 1997 до 2023 года), был установлен памятник с надписью «Советским воинам, павшим во Второй мировой войне
1941—1945». В протоколе от 30 ноября 2022 года рабочая группа по советским памятникам при Госканцелярии Эстонии признала этот памятник «красным монументом», подлежащим демонтажу с перезахоронением останков на кладбище. Памятник был ликвидирован в 2023 году (см. Список советских военных памятников Эстонии).